# Arabat-Nehrung

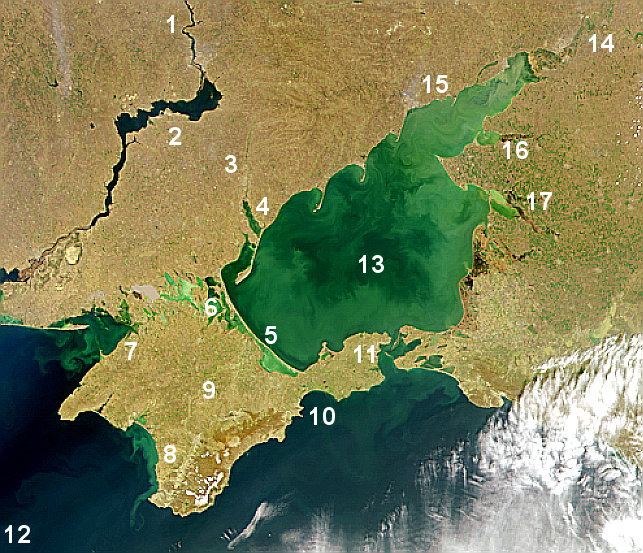
Satellitenaufnahme des Asowschen Meers. Nr. 5 bezeichnet die Arabat-Nehrung.

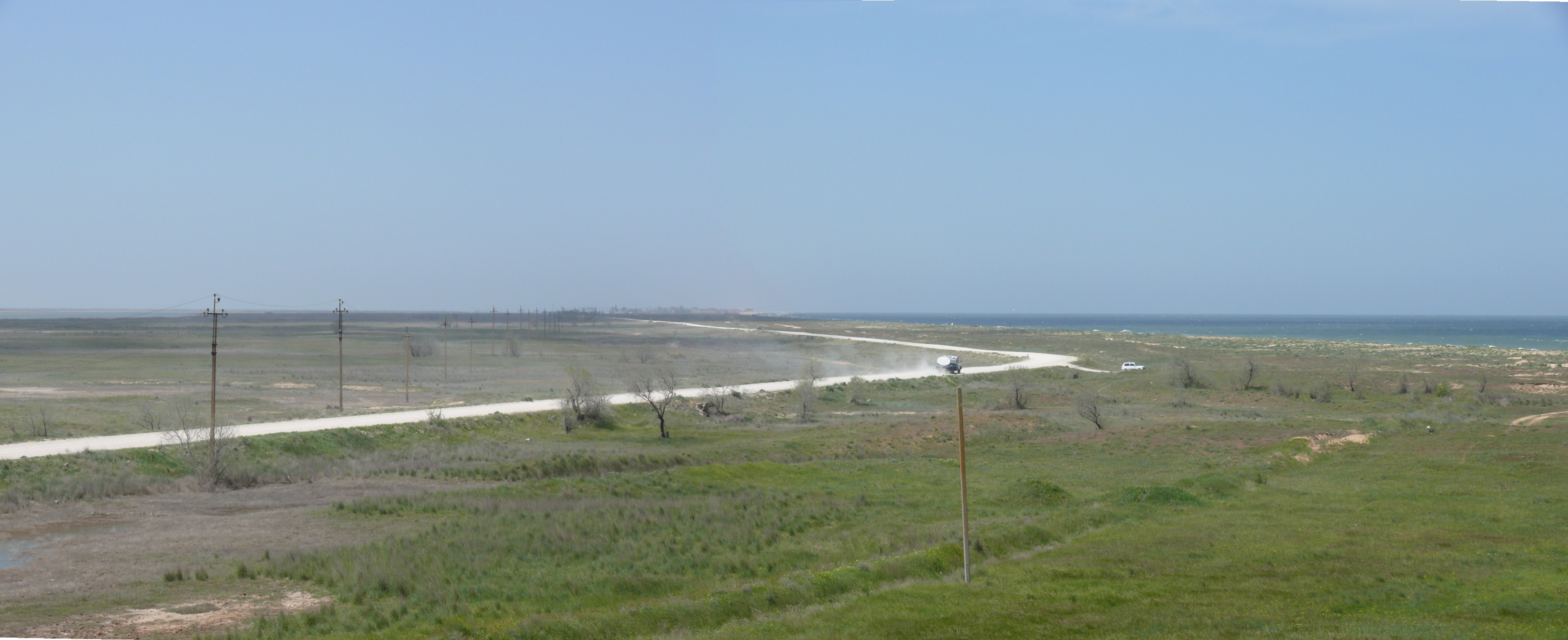
Südteil der Arabat-Nehrung. Blick von der Festung Arabat

Die Arabat-Nehrung (ukrainisch Арабатська стрілка/Arabatska strilka; russisch Арабатская стрелка/Arabatskaja strelka; Krimtatarisch Arabat beli) ist eine 112 km lange Nehrung, die das Asowsche Meer vom Sywasch trennt.

## Lage und Beschreibung
Die Nehrung liegt zwischen der Stadt Henitschesk, Ukraine, im Norden und der Nordostküste der Halbinsel Krim im Süden. Von Henitschesk ist sie durch die Straße von Henitschesk getrennt. Ein anderer Name ist Dünne Straße (ukrainisch: Тонка Протока, russisch: Тонкий Пролив), was Bezug auf die Geometrie nimmt – sie ist etwa 4 km lang, 80–150 m breit und 4,6 m tief.
Die Arabat-Nehrung ist 112 km lang, und 270 m bis 8 km breit; ihre Fläche beträgt 395 km², die durchschnittliche Breite ist 3,5 km. Die Nehrung ist auf der Seite des Asowschen Meeres niedrig und gerade, wohingegen sie auf der Sywasch-Seite geschwungen ist. Es gibt zwei 7–8 km weite Gebiete mit braunen Lehmhügeln; diese Gebiete liegen in einer Entfernung von 7,5 km und 32 km von der Henitschesk-Straße. Sonst wird die Oberfläche aus Sand und Muschelresten geformt, die vom Asowschen Meer angespült wurden. Die Vegetation besteht zumeist aus verschiedenen Gräsern und Kräutern, Schlehdorn, Schwingelgräsern, Federgräsern, Meerkohl, Salzkräutern, Quellern, Carex colchica, Tamarisken, Hagebutten, Lakritzen u. a.
Heute ist die Nehrung ein Erholungsgebiet und die Meerseite wird als Strand genutzt. Die Gewässer sind flach und erreichen erst 100–200 Meter vor der Küste eine Tiefe von 2 Metern.
Die Wassertemperaturen liegen im Winter um 0 °C, im Frühjahr und Herbst bei 10–15 °C und betragen im Sommer 25–30 °C; die Lufttemperaturen sind etwa gleich. Rund die Hälfte der Nehrung gehört zur nördlich gelegenen Oblast Cherson und die südliche Hälfte, die an die Arabat-Bucht grenzt, zur Autonomen Republik Krim.
Im Norden der Nehrung liegen die Dörfer Henitscheska Hirka, Schtschaslywzewe und Strilkowe sowie die Siedlung Pryoserne, im Süden liegt das Dorf Soljane.